# Lakh
Một lakh (/læk, lɑːk/; viết tắt là L; đôi khi được viết là Lac hoặc Lacs; Devanāgarī: लाख) là một đơn vị trong hệ thống đánh số Ấn Độ tương đương với một trăm ngàn (100.000; ký hiệu khoa học: 105). Trong quy ước nhóm chữ số của Ấn Độ, nó được viết là 1,00,000. Ví dụ, ở Ấn Độ 150.000 rupee trở thành 1,5 lakh rupee, viết là ₹1,50,000 hay INR 1,50,000. 
Nó được sử dụng rộng rãi cả trong bối cảnh chính thức và các bối cảnh khác ở Bangladesh, Bhutan, Ấn Độ, Myanmar, Nepal, Pakistan và Sri Lanka. Nó thường được sử dụng trong tiếng Anh Ấn Độ, Tiếng Anh Pakistan và Tiếng Anh Sri Lanka. Ở Pakistan, từ lakh được sử dụng chủ yếu trong các ngôn ngữ địa phương hơn là phương tiện truyền thông tiếng Anh.

## Sử dụng
Trong tiếng Anh Ấn Độ, từ này được sử dụng cả như một danh từ thuộc tính và không thuộc tính, và với dạng số nhiều được thêm ("-s") hoặc không thêm, như trong: "1 lakh people" hay "1 lakh of people"; "200 lakh rupees"; "5 lakh of rupees"; "rupees 10 lakh"; hay "5 lakh of rupees". Ở dạng viết tắt, cách sử dụng, chẳng hạn như "₹5L" (cho "rupees 5 lakh") là phổ biến.  Trong hệ thống số này 100 lakh được gọi là một karor và bằng 10 triệu. 

### Tiền tệ
Trong tiếng Urdu thông tục, đặc biệt là ở thành phố Karachi, từ peti ("vali") cũng được sử dụng để chỉ một lakh rupee. Điều này bắt nguồn từ thời đại Zia, khi mệnh giá tiền tệ lớn nhất là tờ 100 rupee, và một nghìn rupee sẽ lấp đầy một chiếc vali nhỏ (peti như ở tiếng Bombay Hindi). Do đó, ngay cả sau kỷ nguyên Zia, một peti vẫn tiếp tục có nghĩa là một lakh rupee.
Từ lakhi thường được sử dụng trên khắp Tanzania để biểu thị 100.000 shilling và có khả năng đã tiếp nhận ngôn ngữ tiếng Swour từ những người nhập cư Ấn Độ và Pakistan.

### Thị trường bạc
Thuật ngữ này cũng được sử dụng trong việc định giá bạc trên thị trường kim loại quý quốc tế, trong đó một lakh bằng 100.000 ounce troy (3.100 kilôgam) bạc.